# 9512 Feijunlong
9512 Feijunlong este un asteroid din centura principală, descoperit pe 13 februarie 1966, de Observatorul Zijinshan.